# Erik Öhrmark
Erik Öhrmark, född 1748, död 1813, var en svensk stolmakare. Han räknas till den gustavianska tidens främsta inom yrket, och finns representerad bland annat på Stockholms slott.

## Biografi
År 1777 blev han mästare i Stockholms stolmakareämbete. Han signerade sina stolar med EÖM. Efter hans död ledde änkan verkstaden fram till 1816. Öhrmark är representerad vid bland annat Nationalmuseum.

## Några av hans mest kända stolar
- Sullastolen